# 薩馬拉河之戰
薩馬拉河之戰，是蒙古與伏爾加保加利亞（保加爾汗國）於1223年在伏爾加河支流薩馬拉河南部邊境的交戰，也是蒙古征戰前期少數的敗仗之一。除了阿拉伯歷史學家伊本·艾西尔在距該事件約1,800公里（1,100英里）外的摩蘇爾寫的簡短記錄外，沒有其他歷史記載詳述這段過程。

## 背景
當時蒙古軍的哲别與速不台是在迦勒迦河之戰打敗俄羅斯之後的回軍途中，受命到伏爾加河尋找本應向那裡推進的朮赤軍，並將其召回一同歸返，但之後這項命令取消了，然而他們仍至伏爾加河西岸和遲來增援的朮赤會合，此前他們在北征時就已經減少了伏爾加河西岸的保加爾人。
由加布杜拉帶領的保加爾人聽聞蒙古軍到來的消息，認為蒙古軍會像對付俄羅斯人那樣對其劫掠，因此便設下伏擊包圍並夾擊蒙古軍，將他們驅逐出其領地。然而從後續發展來看，對這支蒙古軍的實力影響不大，有可能是小規模的衝突。
之後蒙古軍繼續前進，繞過烏拉爾擊敗那裡的木剌夷部落，再往南移動擊敗了東部的庫曼、欽察、康里等地。
後來經過了十四年後，蒙古人在第二次西征時將伏爾加保加利亞滅亡。

## 後果
1229年，窩闊台汗派兵在烏拉爾河擊敗伏爾加保加利亞的邊防部隊，佔領了烏拉爾河谷上游。
1232年，蒙古軍征服巴什基爾的東南部，佔領了伏爾加河南部。
1236年，速不台與拔都在進攻歐洲的西征時將伏爾加保加利亞的多數城市攻破，包括其首都比里阿耳在內，使其就此滅亡，之後成為金帳汗國一部分。
一些歷史學家聲稱，如果不是因為伏爾加保加利亞從蒙古人第一次進攻起持續抵抗並削弱他們，那麼蒙古人在第二次西征就有可能征服整個歐洲大陸。